# 모니카 액서밋
모니카 액서밋(영어: Monica Aksamit, 1990년 2월 18일~)은 미국의 펜싱 선수로 주 종목은 사브르이다. 2016년 하계 올림픽 여자 사브르 단체전 종목에서 동메달을 획득하였다.

## 경력
뉴욕의 폴란드계 이민자 가정에서 태어났으며 9살 때 펜싱을 시작했다. 펜실베이니아 주립 대학교에서 수학한 액서밋은 학교 펜싱부에서 활동했으며 선수 활동에 집중하기 위해 자퇴했으나 후일 학교로 돌아와 학업을 마쳤다.
2006년에 미국 주니어 국가대표로 발탁되었고 2008년에는 처음으로 미국 국가대표로 발탁되다. 2008년 이탈리아 아치레알레에서 열린 2008년 세계 주니어 선수권 대회에서 사브르 단체전 은메달을 획득했다.
2009년 7월에 산살바도르에서 열린 팬아메리카 선수권 대회에서 단체전 금메달과 개인전 동메달을 획득했다.
2016년에는 브라질 리우데자네이루에서 열린 2016년 하계 올림픽에 미국 국가대표로 참가했다. 그녀는 미국 단체전 대표팀 예비 선수로 참가했으며 여자 사브르 단체전 동메달 획득에 기여했다.